# Sergej Grigor'evič Stroganov (1707-1756)
Barone Sergej Grigor'evič Stroganov, in russo Сергей Григорьевич Строганов? (Mosca, 1707 – 30 settembre 1756), è stato un nobile e ufficiale russo.

## Biografia
Era il figlio minore di Grigorij Dmitrievič Stroganov, e della sua seconda moglie, Marija Jakovlevna Novosilceva.
Nel 1722, venne elevato al titolo di barone. Ha ottenuto anche la funzione di ciambellano. Il 1º ottobre 1754, il giorno della nascita dello zarevic Pavel Petrovič, beneficiando dei favori alla corte di Elisabetta I, il barone fu promosso tenente generale.

## Matrimonio
Nel 1732 sposò Sof'ja Kirillovna Naryškina (?-7 maggio 1737). Ebbero tre figli:
- Aleksandr Sergeevič (1733-1811);
- Marija Sergeevna (1736-1768), sposò Nikolaj Ustonovič Novosilzov;
- Anastasija Sergeevna (1737)[1].

Dopo la morte della moglie, Sergej si dedicò all'educazione del figlio. Quando Aleksandr compì 19 anni, nella convinzione che l'educazione a casa si fosse rivelata insufficiente, il barone mandò suo figlio a studiare all'estero rimanendone per quattro anni.
Nel frattempo, il barone terminò la costruzione del sfarzoso Palazzo Stroganov a San Pietroburgo. Appassionato d'arte, Sergej spese ingenti somme per l'acquisizione di opere d'arte.

## Morte
Morì il 30 settembre 1756 e fu sepolto nel Monastero di Alexander Nevskij a San Pietroburgo.